# 六氯化铀
六氯化铀是一种无机化合物，化学式为UCl6，有放射性。

## 制备
六氯化铀可由五氯化铀和氯反应，或直接在真空中歧化得到。

## 性质
UCl6和无水氢氟酸在室温下反应，生成UF5： 
2 UCl6+ 10 HF → 2 UF5 + 10 HCl + Cl2↑